# Mana (Zeitschrift)
Mana (dt. „Zauber“) war eine estnische Literatur- und Kulturzeitschrift.

## Hintergrund
Nach der Sowjetisierung Estlands von 1940 und der Besetzung des Landes nach dem Zweiten Weltkrieg waren 1944 ca. 70.000 Esten in den Westen geflohen, unter ihnen etwa ein Drittel der bekannten Schriftstellerinnen und Schriftsteller. Da unter den Bedingungen des Stalinismus in Estland auch die Literatur unter starker Zensur litt, verlagerte sich ein Teil des literarischen Lebens auf die Exilgemeinschaft in Schweden, Kanada, den Vereinigten Staaten und Australien. Dies blieb für die gesamte zweite Hälfte des 20. Jahrhunderts ein wichtiger Aspekt der estnischen Literatur.

## Erscheinungsweise und Auflagenhöhe
Die seit 1950 in Lund von Bernard Kangro redigierte Zeitschrift Tulimuld erschien einigen jüngeren exilestnischen Autorinnen und Autoren als relativ konservativ, weswegen sie 1957 eine neue Zeitschrift ins Leben riefen. Der erste Chefredakteur war Ivar Grünthal, ferner gehörten Ivo Iliste, Ilmar Laaban und Alur Reinans der Redaktion an. Mana erschien zunächst als Quartalszeitschrift, wobei der erste Jahrgang nach der Eröffnungsnummer Ende 1957 das Jahr 1958 abdeckte. Dieser Rhythmus wurde bis zum 8. Jahrgang (1965) eingehalten. Danach erfolgte der Übergang auf Einzelnummerierung, wobei Heft Nr. 4/1965 dem 28. Heft entsprach (da vorher bereits einige Doppelnummern erschienen waren).
Gleichzeitig schied 1965 Ivar Grünthal aus der Redaktion aus und überließ die Zeitschrift Hellar Grabbi, der 1964 in die Redaktion eingestiegen war. Mit ihm wechselte die Zeitschrift nach Nordamerika, wo sie in Washington redigiert und in Toronto gedruckt wurde. Gleichzeitig wurde das Erscheinen unregelmäßig. Insgesamt sind 61 Hefte mit 5725 Seiten publiziert worden. Die Auflage schwankte zwischen 800 und 1500 Exemplaren.

## Bedeutung
Mana bemühte sich von Anfang an um eine Einbindung der estnischen Literatur in die Weltliteratur, was bereits in der ersten Nummer sichtbar wurde: Neben zwei Gedichten von Marie Under findet sich hier ein Essay von Johannes Aavik über Ovid, dessen 2000. Geburtstag in jenem Jahr begangen wurde; außerdem lieferte Marie Under eine Übersetzung eines Gedichts von Rainer Maria Rilke, Ilmar Laaban schrieb einen Essay zu Paul Celan, Andrus Saareste übersetzte einen Text von Gustave Flaubert, und Ivar Grünthal stellte den finnischen Dichter Uuno Kailas vor.
Seit 1961, als Ivar Grünthal Gedichtbände von Lehte Hainsalu und Ellen Niit rezensierte, wurde in der Zeitschrift regelmäßig auf die Literatur Sowjetestlands eingegangen, was sie deutlich von Tulimuld unterschied. Mana bemühte sich intensiv um Kontakte zwischen dem estnischen Exil und der Literatur in Sowjetestland. So wurde beispielsweise Jaan Kruusvalls aufsehenerregendes und erfolgreiches Theaterstück Pilvede värvid (Die Farben der Wolken) von 1983 in Estland zunächst nicht gedruckt, weswegen sich Mana um die Verbreitung kümmerte. Allerdings erschien das fragliche Heft mit etwas Verspätung, als Kruusvalls Stück auch in Estland schon gedruckt worden war.

## Trivia
Nach dem Wegfall der Zensur in Estland im Zuge der Singenden Revolution versuchte die Redaktion aus Kostengründen die Zeitschrift in Estland zu drucken. Denn in Ermangelung der notwendigen Finanzierung war bisweilen ein längst fertiges Heft jahrelang in der Druckerei liegen geblieben. Dies führte jedoch zu einer sehr verworrenen Editionsgeschichte: Auf Nr. 56 (1987) folgte Nr. 58 (1988) und 1992 die Abschlussnummer 61-62, die in Estland gedruckt worden ist. Dort erschien auch das Gesamtregister mit der Ordnungsnummer 60 und dem Hinweis, dass die fehlenden Nummern 57 und 59 nicht erschienen seien. Sie wurden dann nach Erscheinen des Registers doch noch mit großer Verspätung gedruckt, so dass die Reihe mit den Heften 57 (1995) und 59 (1999) abgeschlossen werden konnte.

## Einzelbelege
1. ↑  Cornelius Hasselblatt: Geschichte der estnischen Literatur. Von den Anfängen bis zur Gegenwart. Berlin, New York: Walter de Gruyter 2006, S. 544–545.
2. ↑  Eesti kirjandus paguluses. XX sajandil. Toimetanud Piret Kruuspere. Tallinn: Eesti TA Underi ja Tuglase Kirjanduskeskus 2008.
3. ↑  Eesti kirjandus paguluses. XX sajandil. Toimetanud Piret Kruuspere. Tallinn: Eesti TA Underi ja Tuglase Kirjanduskeskus 2008, S. 691.
4. ↑  Hellar Grabbi: Toimetaja kommentaarid, in: Mana 4/1965, S. 63.
5. ↑  Eesti Entsüklopeedia 12. Tallinn: Eesti Entsüklopeediakirjastus 2003, S. 327.
6. ↑  Mana 1/1957, S. 3–30.
7. ↑  Ivar Grünthal: Aegumata õnn, in: Mana 2-3/1961, S. 203–206.
8. ↑  Cornelius Hasselblatt: Geschichte der estnischen Literatur. Von den Anfängen bis zur Gegenwart. Berlin, New York: Walter de Gruyter 2006, S. 660–661.
9. ↑   Mana 54 (1985), S. 1–23.
10. ↑  Jaan Kruusvall: Jögi voolab. Pilvede värvid. Tallinn: Eesti Raamat 1986. 93 S.